# Boissey (Ain)
Boissey – miejscowość i gmina we Francji, w regionie Owernia-Rodan-Alpy, w departamencie Ain.

## Demografia
Według danych na styczeń 2012 r. gminę zamieszkiwało 309 osób, a gęstość zaludnienia wynosiła 34,1 osób/km².